# Elsahowia zombae
Elsahowia zombae är en tvåvingeart som beskrevs av Duckhouse 1987. Elsahowia zombae ingår i släktet Elsahowia och familjen fjärilsmyggor.
Artens utbredningsområde är Malawi. Inga underarter finns listade i Catalogue of Life.